# Serra Pedregosa (Bagà)
La Serra Pedregosa és una serra situada al municipis de Saldes i Bagà a la comarca del Berguedà, amb una elevació màxima de 2.451 metres.